# Коллекция Хемингуэя

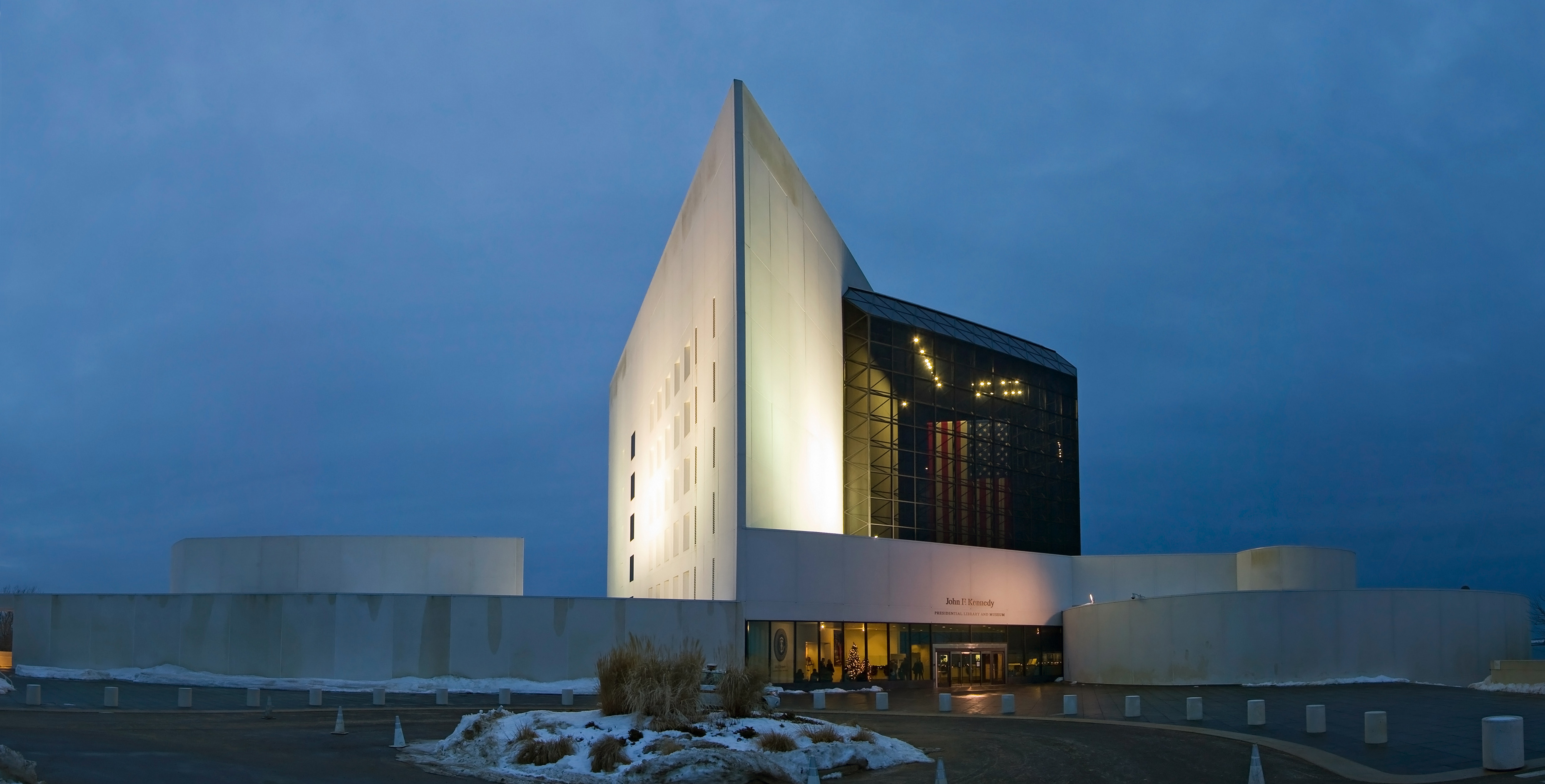
Президентская библиотека-музей Джона Ф. Кеннеди. Бостон, штат Массачусетс

Коллекция Хемингуэя (англ. The Ernest Hemingway Collection) — крупнейшее в мире собрание документов и вещей, касающихся жизни и творчества американского писателя Эрнеста Хемингуэя. Находится в президентской библиотеке-музее Джона Ф. Кеннеди в Бостоне, штат Массачусетс. После самоубийства писателя его четвёртая жена передала собрание предметов, связанных с его жизнью в Национальный архив США и связалась с вдовой Джона Ф. Кеннеди для их хранения в создаваемом президентском музее-библиотеке. В начале 1980-х годов в нём был создан специализированный зал, где размещён архив прозаика, соответствующий обстановке его дома на Кубе. 

## История

### Предыстория

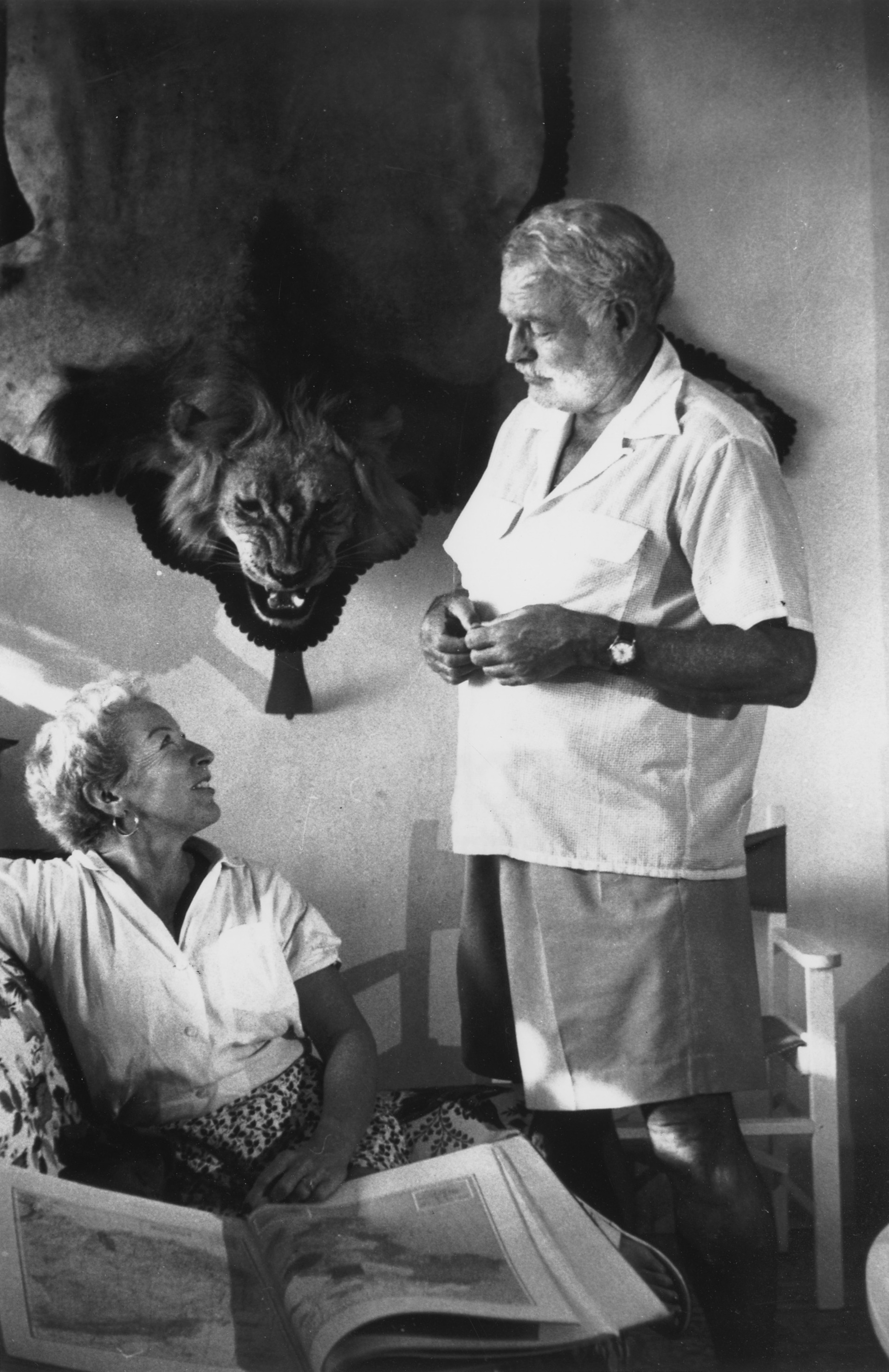
Эрнест и Мэри Хемингуэй в их кубинском поместье «Финка Вихия»

Несмотря на то, что Эрнест Хемингуэй и Джон Фицджеральд Кеннеди никогда лично не встречались они с уважением относились друг к другу. Политик неоднократно положительно отзывался о прозаике и в начале своей работы «Профили мужества», удостоенной в 1957 году Пулитцеровской премии, процитировал его изречение: «Эта книга посвящена самому восхитительному из человеческих достоинств — мужеству. „Сохранять достоинство вопреки давлению“ — так определил его Эрнест Хемингуэй». В 1961 году, после победы Кеннеди на президентских выборах, он пригласил нобелевского лауреата по литературе на свою инаугурацию, но в связи с болезнью тот вынужден был отказаться. Хемингуэй увидел речь Кеннеди по телевизору в клинике Майо в городе Рочестер (штат Миннесота) и после этого направил в Белый дом приветственное послание, написанное им от руки, где отмечал, что был глубоко тронут церемонией и словами президента, обращёнными к народу. В первые месяцы правления нового президента, 2 июля 1961 года, в своём доме в Кетчуме, через несколько дней после выписки из клиники, Хемингуэй застрелился из ружья. После этого трагического события Белый дом выступил с официальным заявлением, в котором содержались следующие слова: «Мало американцев имели большее влияние на позицию и эмоции американского народа. Он практически самостоятельно изменил литературу и способы мышления мужчин и женщин в каждой стране мира».

### Создание коллекции

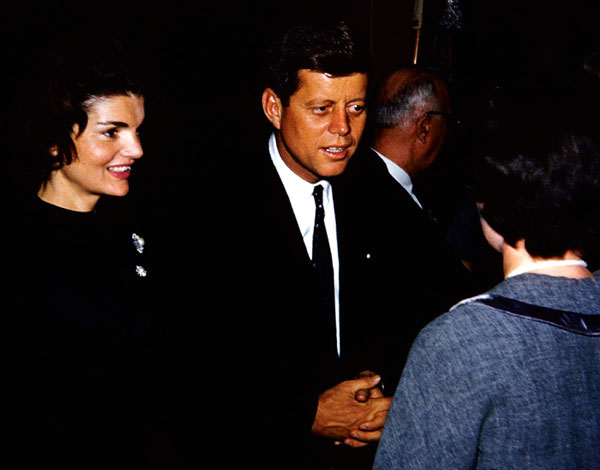
Жаклин Кеннеди во время предвыборной кампании рядом с мужем в городе Эплтон, штат Висконсин, март 1960 года

Коллекция была создана в 1968 году после обмена письмами между вдовой Хемингуэя Мэри Уэлш и Жаклин, вдовой Джона Ф. Кеннеди. Ещё в 1964 году Мэри связалась с Жаклин, чтобы обсудить возможность передачи и размещения его архива в каком-либо публичном месте, где «Хемингуэй был бы собой и не очень отличался от других». В результате вдовы знаменитых мужчин пришли к соглашению, что архив Хемингуэя будет храниться в создаваемом музее, посвящённом покойному президенту. Этому способствовало то, что в 1961 году, несмотря на запрет властей США на поездки на Кубу, администрация президента Кеннеди помогла Мэри Хемингуэй поехать туда, чтобы потребовать от революционных властей документы и вещи её недавно погибшего мужа. После открытия музея Кеннеди архив писателя хранился в довольно малопригодном месте, что не соответствовало воли родственников писателя. По настоянию Мэри Уэлш была проведена реконструкция и специализированное помещение на пятом этаже музея было открыто 18 июля 1980 года Патриком Хемингуэем и Жаклин Кеннеди-Онассис. Треугольный зал был отремонтирован дизайнером Джоном Макгрегором таким образом, чтобы по возможности соответствовать обстановке любимого дома Хемингуэя «Финка Вихия» (исп. Finca Vigía) на Кубе, в пригороде Гаваны. В зале была также размещена его коллекция живописи, многочисленные артефакты связанные с его жизнью.

### Коллекция
Коллекция охватывает всю карьеру Хемингуэя. Она является самым крупным архивом в мире документов и вещей, касающихся его жизни и творчества. Как сообщается, она включает в себя «девяносто процентов существующих рукописных материалов Хемингуэя, что делает библиотеку Кеннеди главным мировым центром исследований» его личности и произведений. Коллекция включает в себя: 
- Более 1000 авторских рукописей, в том числе наброски романа «И восходит солнце» и десятки написанных вручную альтернативных концовок «Прощай, оружие».
- Тысячи писем, написанных Хемингуэем или адресованных ему, в том числе переписку с другими крупными писателями, такими как Шервуд Андерсон, Карлос Бейкер, Джон Дос Пассос, Уильям Фолкнер, Фрэнсис Скотт Фицджеральд, Роберт Фрост, Марта Геллхорн, Джеймс Джойс, Арчибалд Маклиш, Эзра Паунд и Гертруда Стайн, а также актрисой Марлен Дитрих, кардиналом Фрэнсисом Спеллманом, издателем Чарльзом Скрибнером, его редактором Максвеллом Перкинсом и адвокатом Альфредом Райсом.
- Более 10 000 фотографий, а также вырезок из прессы и прочих эфемерных документов (буклеты, брошюры, записки, открытки, билеты и т. д.)
- Книги из его личной библиотеки, многие с пометками.
- Картины из личной коллекции писателя (Хуан Грис «Тореадор» и «Мужчина с гитарой», Андре Массон «Лес» и «Игра в кости», Уолдо Пирс[англ.] «Портрет Эрнеста Хемингуэя»)[9].